# Adolf Goldschmidt
Adolf Goldschmidt (Hamburgo, 15 de enero de 1863 - Basilea, 5 de enero de 1944) fue un historiador del arte alemán.
Después de una corta carrera en los negocios, se dedicó al estudio de la Historia del arte en las universidades de Jena, Kiel y Leipzig, graduándose en 1889 con la tesis Lübecker Malerei und Plastik bis 1530, el primer análisis detallado del arte medieval del noreste de Alemania. Después de viajar por Alemania, Dinamarca, Suecia, Países Bajos, Inglaterra, Francia e Italia, en la presentación de su obra Der Albanipsalter in Hildesheim und Seine Beziehung zur Symbolischen Kirchenskulptur des 12. Jahrhunderts, se convirtió en profesor de la Universidad de Berlín.
Su Studien zur Geschichte der Sächsischen Skulptur in der Uebergangszeit vom Romanischen zum gotischen Stil (Berlín, 1902) trazó el desarrollo gradual de la escultura alemana en relación con el período de su florecimiento en el siglo XIII. Su Die Kirchenthür des Heil. Ambrosius in Mailand (1902) mostró por primera vez la puerta de la Iglesia de San Ambrosio en Milán como un monumento de arte paleocristiano. También contribuyó con una serie de importantes artículos sobre la pintura del norte de Alemania, la escultura de Sajonia, y los primeros manuscritos medievales en miniatura, en la Repertorium für Kunstwissenschaft, Zeitschrift für Christliche Kunst, and Jahrbuch der Kgl. Preussischen Kunstsammlungen.
Siendo de origen judío, tuvo que huir de la Alemania nazi y murió en Basilea, Suiza, en 1944, a los 80 años. 